# Olivier Messiaen

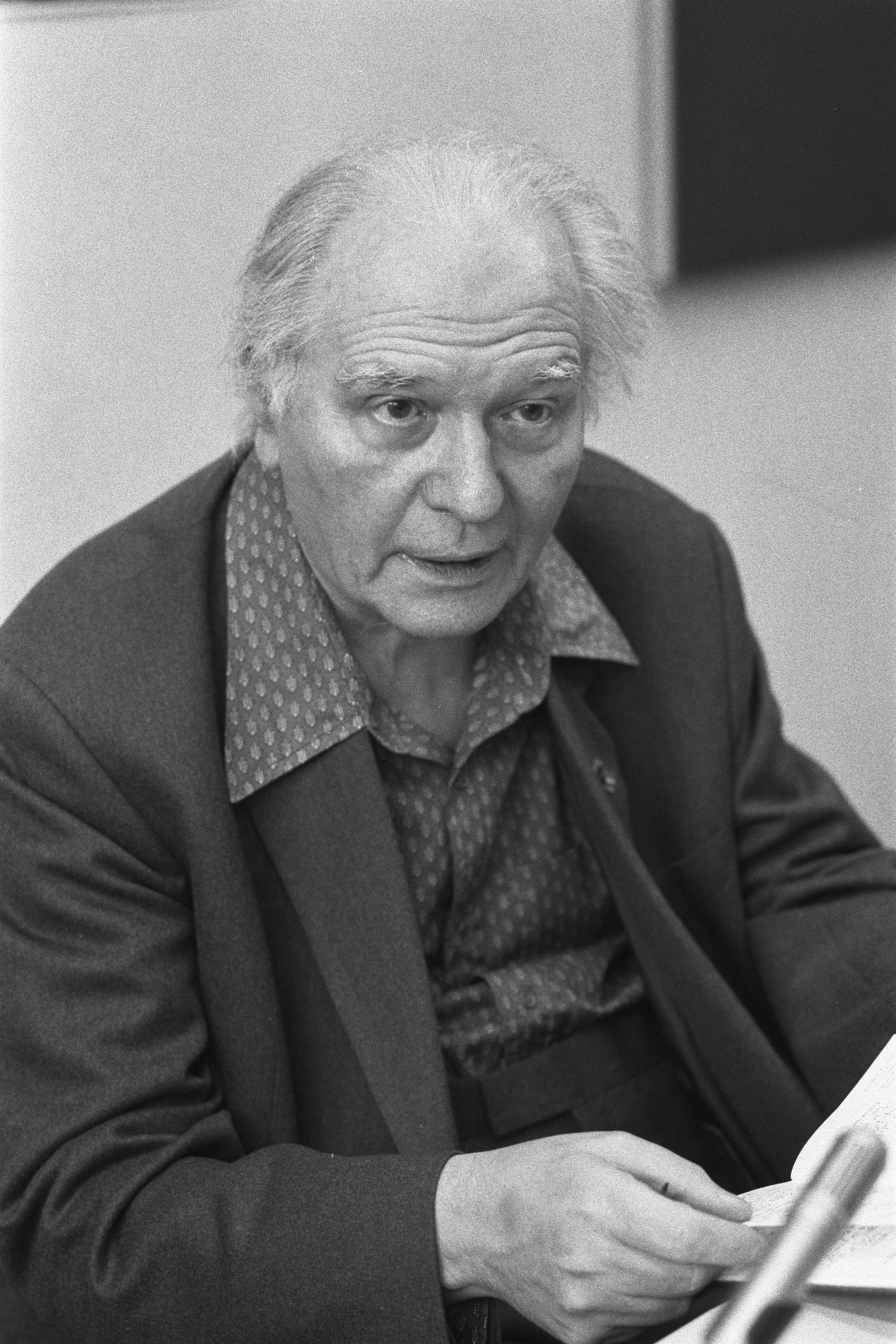
Olivier Messiaen (1986)

Olivier Eugène Prosper Charles Messiaen (Aussprache [mɛsjɑ̃]) (* 10. Dezember 1908 in Avignon; † 27. April 1992 in Clichy, Hauts-de-Seine) war ein französischer Komponist, Kompositionslehrer und Organist. Er beschäftigte sich außerdem mit der Ornithologie.

## Leben

### Kindheit

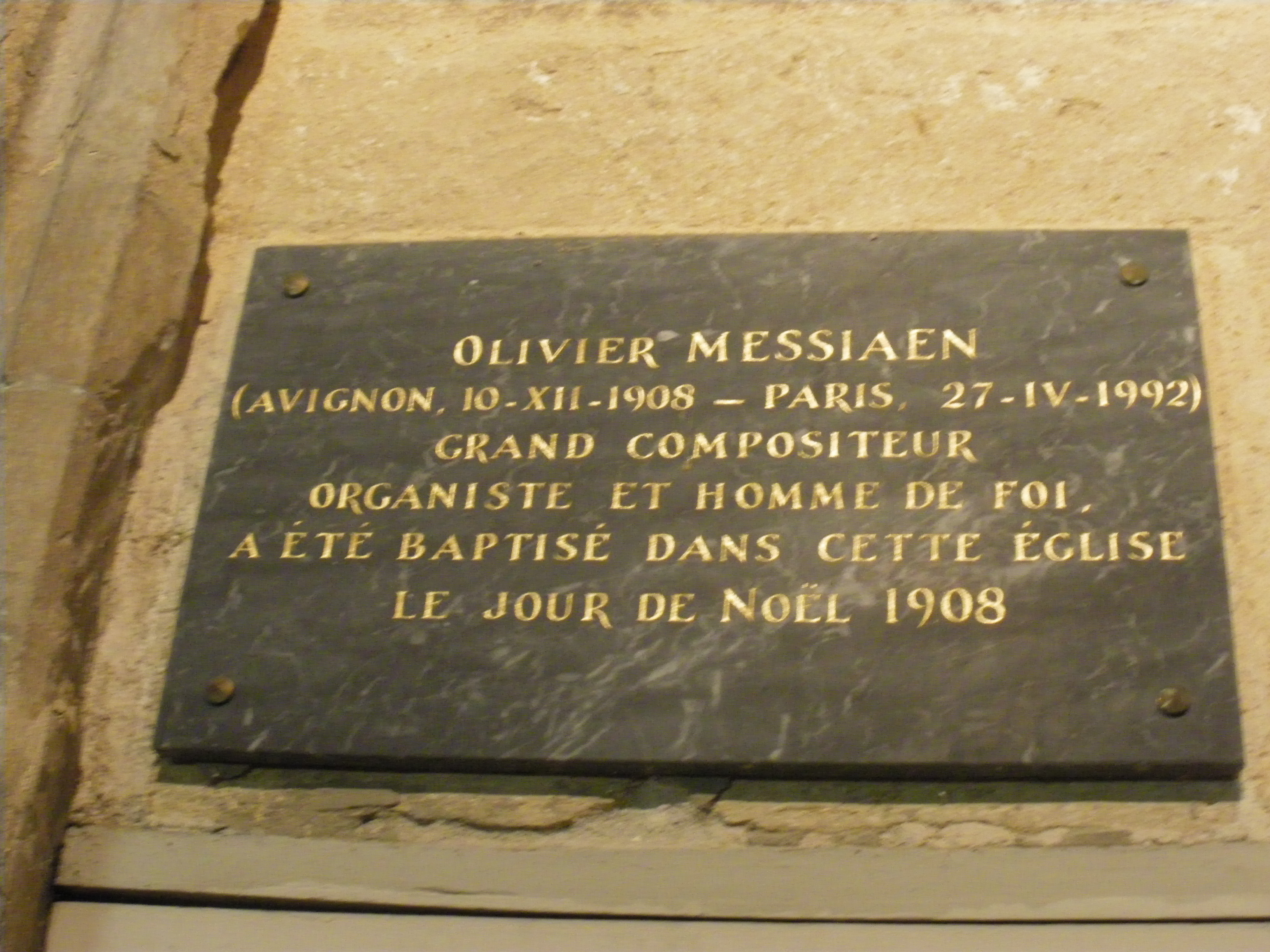
Tafel zum Andenken an die Taufe Messiaens in der Kirche Saint-Didier in Avignon

Olivier Messiaen wurde in einer literarisch geprägten Familie in Avignon geboren. Er hatte einen jüngeren Bruder, Alain. Sein Vater Pierre Messiaen war Englischprofessor und arbeitete ab 1919 über drei Jahrzehnte lang an einer Übersetzung der Werke von William Shakespeare, ein Umstand, der den jungen Olivier maßgeblich beeinflusste. Als Jugendlicher las er Shakespeare in der Übersetzung von Émile Montégut. Die Schilderung menschlicher Leidenschaften sowie die von Fabelwesen, Hexen und Gespenstern bevölkerte, märchenhaft magische Welt Shakespeares faszinierten ihn.

„Ich orientierte mich an Märchen, und Shakespeare ist manchmal ein Supermärchen, und es ist vor allem dieser Aspekt, der mich beeinflusst hat. […] Mehr als alles andere liebte ich Macbeth (wegen der Hexen und des Gespenstes Banquos) ebenso wie Puck und Ariel.“

Als Kind inszenierte er Shakespeare mithilfe einer selbstgemachten Dekoration, bei der er Zellophan mit Aquarellfarben bemalte und auf Glasscheiben aufklebte. Einziger Zuschauer war sein jüngerer Bruder.
Seine Mutter, die Dichterin Cécile Sauvage, hatte Vorfahren aus dem südfranzösischen Raum. Ein Gedicht an den ungeborenen Sohn, das sie während der Schwangerschaft verfasste, ist von einem pantheistischen Naturgefühl geprägt, das für den erwachsenen Olivier kennzeichnend werden sollte:

„Ich werde sagen: Ich habe diese Flamme diesen Augen gegeben, ich habe dem zweideutigen Lächeln des Mondes, dem Leuchten des Meeres, dem Samt der Pflaume diese zwei kindlichen Sterne entnommen, die sich dem Unendlichen öffnen.“

Der Einfluss der Mutter darf für die Zeit, als die Familie in Grenoble wohnte und Vater und Großvater im Krieg waren, als besonders prägend eingestuft werden. Messiaen hat in der Folge neben den musikalischen auch literarische Interessen und Fähigkeiten entwickelt. Fast alle seine Vokalwerke beruhen auf eigenen Texten. Vielen seiner Werke sind Kommentare in Form von Prosagedichten vorangestellt. Messiaen war sich der prägenden Einflüsse seiner Jugend durchaus bewusst. So nahm er eine Schallplatte mit die Gedichte seiner Mutter umrahmenden Orgelimprovisationen auf. Im Gespräch mit Claude Samuel erinnerte er sich daran:

„Der größte Eindruck, den ich empfing, kam von meiner Mutter […]; während dieser ganzen Zeit […] hat mich meine Mutter in einem Klima von Poesie und Märchen erzogen, das, unabhängig von Berufung zum Musiker, der Ursprung von all dem war, was ich später gemacht habe.“

Im Jahr 1912 zogen die Messiaens nach Ambert und 1914 nach Grenoble. Messiaen betonte später häufig seine intensive Gebundenheit an diesen Ort und speziell dessen grandiose Bergwelt und kaufte ein Haus südlich der Stadt. Ab dem achten Lebensjahr sind erste ungewöhnliche musikalische Interessen nachzuweisen. Messiaen begann autodidaktisch Klavier zu spielen und nach Gefühl Kanons in der Oktave zu komponieren. Bald darauf erhielt er ersten Klavierunterricht.
Relativ früh wurde er mit den Klavierwerken Ravels (Gaspard de la nuit) und Debussys (Estampes) vertraut, die beide später für seine eigene kompositorische Entwicklung wichtig wurden. Zu Weihnachten wünschte er sich Opernpartituren von Mozart, Gluck, Berlioz und Wagner. Früh zeigte sich mit dem katholischen Glauben eine weitere Leitlinie seines späteren Denkens und Schaffens. Schon als Kind kaufte er sich theologische Bücher. Das Verhältnis zwischen Phantasie, Musik, Theater und Religion beschrieb er später in folgenden Worten:

„Es ist unbestreitbar, dass ich in den Wahrheiten des katholischen Glaubens diese Verführung durch das Wunderbare hundertfach, tausendfach multipliziert wiedergefunden habe, und es handelte sich nicht mehr um eine theatralische Fiktion, sondern um etwas Wahres.“

Nach der Rückkehr des Vaters zog die Familie für kurze Zeit nach Nantes. Neben verschiedenen, wechselnden Klavierlehrern wurde vor allem der Harmonieunterricht bei Jehan de Gibon wichtig, der ihn mit Debussys damals noch als progressiv empfundener Oper Pelléas et Mélisande bekannt machte. Messiaen bekannte später, dass dieses Werk auf ihn wie eine blitzartige Offenbarung gewirkt habe und ihn wie kein anderes beeinflusst habe.
Im Herbst 1919 wurde der Vater an das Pariser Lycée Charlemagne berufen, so dass ein abermaliger Wechsel des Wohnortes anstand. Für den jungen Olivier begann hier der Unterricht an einer der berühmtesten musikalischen Ausbildungsstätten der damaligen Zeit, dem Pariser Konservatorium.

### Ausbildung am Pariser Konservatorium
Von 1919 bis 1930 studierte Messiaen am Conservatoire. Hier besuchte er mehrere Klassen und wurde durch den ganz eigenen Stil des Konservatoriums, der durch Traditionen und die Tätigkeit der Lehrer bestimmt wurde, stark geprägt. Im Gegensatz zu anderen Schülern empfand Messiaen nie das Bedürfnis, aus dem Schulzwang auszubrechen, und noch sehr viel später erwähnte er seine ehemaligen Lehrer mit dem größten Respekt. Klavierunterricht erhielt Messiaen von Georges Falkenberg.
Sein Harmonielehrer Jean Gallon legte den Grundstein für die Chromatik und die Fiorituren, die Messiaen später in seinen Werken reich zur Geltung brachte. Für seine Studien in Harmonielehre erhielt er 1924 einen zweiten Preis. Im Fugenstudium bei Georges Caussade war Messiaen erfolgreicher. Hier erhielt er 1926 einen ersten Preis in Kontrapunkt und Fuge. Bei seinem Lehrer für Klavierbegleitung, César Abel Estyle, entwickelte Messiaen die Kunst des Improvisierens, wofür er 1927 wieder einen ersten Preis erhielt.
Aufgrund seiner Fähigkeiten im Improvisieren wurde Messiaen schließlich in die Orgelklasse von Marcel Dupré geschickt. Dieser Lehrer war für ihn von großer Bedeutung, und so machte sich Messiaen dessen Virtuosität zu eigen und entwickelte diese bis zur Vollkommenheit weiter. Hierfür wurde er 1929 mit einem doppelten ersten Preis in Orgelspiel und Orgelimprovisation belohnt.
Ein weiterer wichtiger Lehrer Messiaens war Maurice Emmanuel, bei dem er Musikgeschichte studierte. Emmanuel beeinflusste Messiaen stark durch die Beschäftigung mit altgriechischer Musik und Metrik sowie durch die Praxis des Harmonisierens von gregorianischen Melodien. Auf beides griff Messiaen später in seinen Kompositionen zurück – beispielsweise in La Nativité du Seigneur, wo er zum Teil Stücke des gregorianischen Repertoires chromatisch abwandelte.
In der Kompositionsklasse von Paul Dukas, der für Messiaen ebenfalls von großer Bedeutung war, erhielt er 1930 seinen letzten ersten Preis, bevor er das Konservatorium mit einem zusätzlichen Diplom höherer musikalischer Studien verließ. Weitere Lehrer waren Noël Gallon, der Bruder von Jean Gallon, der Klavier, Harmonielehre, Fuge, Kontrapunkt und Orchestration unterrichtete, sowie Joseph Baggers, bei dem sich Messiaen als Schlagzeuger ausbildete.
Während seiner Zeit am Pariser Konservatorium wurde Messiaen jedoch nicht nur musikalisch geformt. Seine Eltern förderten seine Freude am Theater, indem sie mit ihm in zahlreiche Aufführungen gingen. Außerdem wurde durch sie eine gute Allgemeinbildung angestrebt, was für Schüler des Konservatoriums eher selten war.

„In der Zeit, als mein Vater zum Professor in Paris ernannt wurde, hatte ich die große Freude daran, Monumente, Museen und Kirchen zu besuchen; meine ersten Besuche der Notre-Dame (…) haben ohne Zweifel Einfluss auf meine Laufbahn ausgeübt. Ich bin noch immer geblendet von den wunderbaren Farben dieser Fenster des Mittelalters (…) das ist die Natur selbst in ihrer außerordentlichsten Äußerung.“

### Organist und Komponist
1931 übernahm er die Organistenstelle an der Kirche La Trinité (Paris), die er 60 Jahre lang innehatte. Wenngleich die Hauptaufgabe Messiaens in der liturgischen Begleitung während der Messe bestand, so hatte er doch auch die Möglichkeit, eigene Improvisationen zu spielen. Als ihn dies jedoch zu ermüden begann, schrieb er die Messe de la Pentecôte, in der er all seine früheren Improvisationen zusammenfasste. Schon dieses Werk ging weit über das hinaus, was man üblicherweise bei einem Gottesdienst in der Kirche hörte. Die Gemeinde verstand Messiaens eigene Musik nicht und empörte sich über die Modernität und ätherische Entrücktheit seiner frühen Orgelstücke, die er als komponierender Organist schrieb.
Im Paris der frühen 1930er Jahre traf er sich im Salon der niederländischen Komponistin Rosy Wertheim regelmäßig mit den Komponistenkollegen Elsa Barraine, Arthur Honegger, Jacques Ibert und Darius Milhaud. 1932 heiratete Messiaen die Geigerin und Komponistin Claire Delbos, Spitzname Mi, die wenige Jahre nach der Geburt des Sohnes Pascal (geb. 1937) von einem Nervenleiden befallen wurde und 1959 starb. Für Delbos schrieb Messiaen u. a. den Vokalzyklus Poèmes pour Mi und einige Violinstücke. Zusammen mit André Jolivet, Yves Baudrier und Jean-Yves Daniel-Lesur gilt Messiaen als Gründer der Gruppe Jeune France, einer Gruppe von Komponisten, die sich 1936 formierte. Im selben Jahr, 1936, begann Messiaen seine Lehrtätigkeit. Er unterrichtete Blattspiel am Klavier an der École Normale de Musique de Paris und Orgelimprovisation an der Schola Cantorum.
Im Jahr 1939 wurde Messiaen zum Kriegsdienst bei der französischen Armee einberufen und geriet 1940 in deutsche Kriegsgefangenschaft. Knapp neun Monate verbrachte Messiaen im Stammlager VIII A im Görlitzer Stadtteil Moys, wo er das Quatuor pour la fin du temps (deutsch: Quartett für das Ende der Zeit; nach der Offenbarung des Johannes) fertigstellte und zusammen mit drei anderen französischen Kriegsgefangenen vor den Mitgefangenen auch zur Uraufführung brachte.
Der Krieg hat tiefe Spuren in Messiaens Schaffen hinterlassen.

„Seine Musik bekommt unvermittelt einen noch größeren Ernst, der sich in den Monaten des Leidens einstellte und apokalyptische Visionen hervorbrachte.“

Nach seiner Rückkehr nach Paris wurde Messiaen 1941 zum Lehrer am Conservatoire ernannt. Er unterrichtete Harmonielehre auf einem sehr hohen Niveau. Als er 1943 Guy-Bernard Delapierre wiedertraf, den er in der Kriegsgefangenschaft kennengelernt hatte, begann er in dessen Wohnung private Analysekurse zu geben. Dies bewog den Direktor des Conservatoire dazu, Messiaen eine Analyseklasse im Konservatorium zu übertragen. So lehrte Messiaen ab 1947 Analyse, Ästhetik und Rhythmus.
Wichtige Werke für seine Lehre waren die Bücher Vingt Leçons d’harmonie (1939) und Technique de mon langage musical (1944). Das Erstere ein Heft mit Stilübungen, die die Kompositionstechnik großer Meister der Vergangenheit nahebringen konnten. Das Zweite ein Lehrbuch, in dem Messiaen seine wichtigsten harmonischen und rhythmischen Neuerungen darlegt.
Am 1. Juli 1961 heiratete Messiaen die Pianistin Yvonne Loriod, die bereits 1941 Schülerin seiner Klasse am Conservatoire gewesen war und fortan auch als eine der wichtigsten Interpreten seiner Musik galt.
Das Unterrichten in einer Kompositionsklasse war Messiaen von der leitenden Behörde zunächst untersagt worden, da er eines skandalträchtigen Modernismus verdächtigt wurde. Erst 1966 durfte er die Kompositionsklasse am Conservatoire übernehmen und wurde zum Professor für Komposition ernannt. Laut Messiaen selbst war diese Klasse so etwas wie eine Klasse zur Superkomposition. So behandelte er besonders Inhalte, die seiner Meinung nach in den anderen Kompositionsklassen zu kurz kamen, wie zum Beispiel das Studium der exotischen, antiken und ultramodernen Musik sowie Orchestration und Rhythmus. Seine Lehrtätigkeit am Konservatorium beendete Messiaen im Jahr 1978. Er bildete in dieser Zeit ganze Generationen von wichtigen Komponisten des 20. Jahrhunderts aus. So war er unter anderem der Lehrer von Pierre Boulez, Alexander Goehr, Jean-Louis Petit, Karlheinz Stockhausen, Mikis Theodorakis und Iannis Xenakis.
Messiaens Einfluss als Komponist der klassischen Moderne beeinflusste auch außereuropäische Komponisten und reichte bis in den südpazifischen Raum. Zu seinen Studierenden am Pariser Conservertoire gehörten etwa die Neuseeländer Robin Maconie und Jenny McLeod. Maconie sandte Messiaen Schallplattenaufnahmen von neuseeländischen Vogelstimmen, u. a. von Bellbird und Tūī, die Messiaen in seiner musikalischen Vision des Himmlischen Jerusalem ('Couleurs de la Cité Céleste') verwendete; die Stimmen von Tūī und Kākāpo fanden Eingang in sein letztes Werk 'Concert a Quatre'.
Nach einem Kompositionsauftrag des Intendanten der Pariser Oper, Rolf Liebermann, schrieb Messiaen 1975–1983 nach eigenem Libretto seine einzige Oper Saint François d’Assise, deren acht Bilder das Eingehen der göttlichen Gnade in die Seele Franz von Assisis darstellen.
1992 starb Messiaen in Clichy-la-Garenne an chirurgischen Komplikationen. Kurz danach fand die Premiere der zweiten Produktion von Saint François d’Assise bei den Salzburger Festspielen statt, die vom Regisseur Peter Sellars unter der musikalischen Leitung von Esa-Pekka Salonen verwirklicht wurde.

### Mitgliedschaften und Auszeichnungen
Mitgliedschaften
- 1959: Akademie der Künste in Westberlin
- 1964: American Academy of Arts and Letters
- 1967: Académie des Beaux-Arts
- 1973: American Academy of Arts and Sciences
- 1975: Académie royale des Sciences, des Lettres et des Beaux-Arts de Belgique[10]
- 1983: Akademie der Künste der DDR
- 1984: Ehrenmitglied der International Society for Contemporary Music[11]
- Bayerische Akademie der Schönen Künste

Preise
- 1971: Erasmuspreis
- 1971: Wihuri-Sibelius-Preis
- 1975: Ernst von Siemens Musikpreis[12]
- 1977: Léonie-Sonning-Musikpreis
- 1979: Bach-Preis der Freien und Hansestadt Hamburg
- 1982: Wolf-Preis
- 1989: Music Award der Royal Philharmonic Society in London für großformatige Kompositionen[13]
- 1991: Ludwig-Spohr-Preis der Stadt Braunschweig

## Messiaens Musik

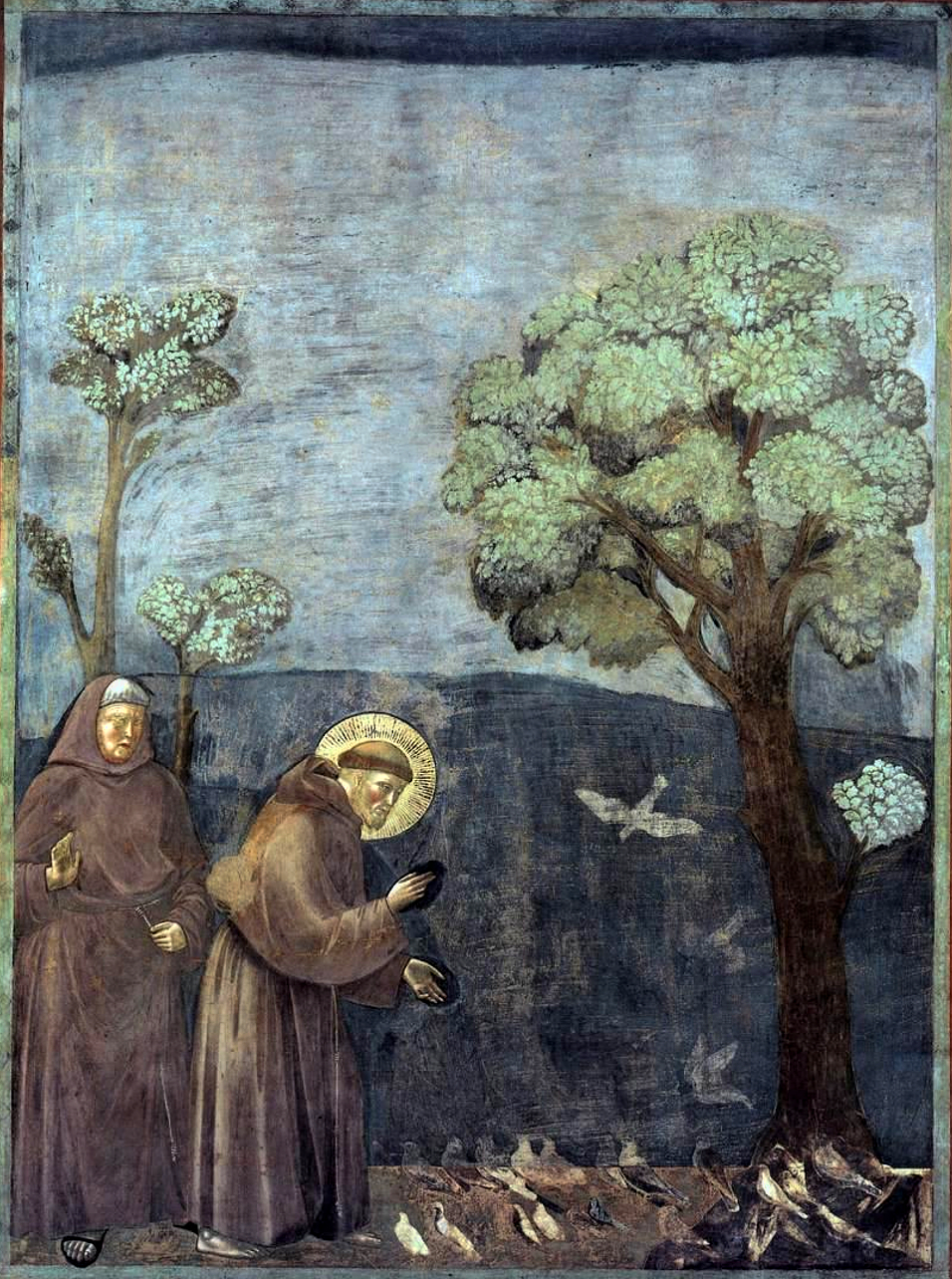
Franziskus predigt zu den Vögeln, Darstellung einer Legende aus den Fioretti von Giotto di Bondone, um 1295

Der französische Komponist schöpfte für seine Musik Anregungen aus dem Studium der Zahlenmystik, indischer Rhythmen, der Gregorianik, des Vogelgesangs, der Klangwelt javanischer Gamelan-Orchester oder der Musik Claude Debussys und Igor Strawinskys.
Über all diese verschiedenartigen Inspirationen hinaus ist seine Musik von spiritueller Energie und einem tiefen, katholischen Glauben geprägt. Er bezeichnete sich außerdem als Synästhetiker, der Klänge mit Farben assoziierte:

„Mein heimliches Verlangen nach feenhafter Pracht in der Harmonie hat mich zu diesen Feuerschwertern gedrängt, diesen jähen Sternen, diesen blau-orangen Lavaströmen, diesen Planeten von Türkis, diesen Violettönen, diesem Granatrot wuchernder Verzweigungen, dieser Wirbel von Tönen und Farben in einem Wirrwarr von Regenbögen.“

“When I hear music, and equally when I read it, to see inwardly, in my mind’s eye, colors which move with the music, and I sense these colors in an extremely vivid manner.”

In der Literatur finden sich widersprüchliche Einschätzungen, ob es sich bei Messiaen um einen Synästhetiker im engeren Sinne handelte oder nicht.

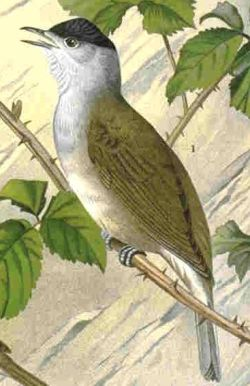
Die Mönchsgrasmücke erhält im sechsten Tableau der Oper Saint François d’Assise ausgedehnte Soli

Messiaen zeichnete auf Weltreisen Vogelrufe auf – er war in der Lage, ungefähr 700 Vogelrufe zu unterscheiden – und verwendete diese unter anderem in den Klavierwerken Catalogue d’Oiseaux 1956–1958, La fauvette des Jardins 1970 und Petites Esquisses d’Oiseaux 1986, im Jardin du sommeil d’amour aus der Turangalîla-Sinfonie 1946–1948, im Orchesterwerk Des Canyons aux Étoiles 1971–1974 sowie in außergewöhnlich komplexer Form im sechsten Bild Le Prêche aux Oiseaux seiner Oper Saint François d’Assise. Bezogen auf seine auf Vogelstimmen beruhenden Kompositionen erläuterte Messiaen:

„Angesichts so vieler entgegengesetzter Schulen, überlebter Stile und sich widersprechender Schreibweisen gibt es keine humane Musik, die dem Verzweifelten Vertrauen einflößen könnte. Da greifen die Stimmen der unendlichen Natur ein.“

Seine sieben „Modi mit begrenzten Transpositionsmöglichkeiten“ systematisieren die bereits aus der Musik von Franz Liszt, Claude Debussy, Alexander Skrjabin, Maurice Ravel und Béla Bartók bekannten distanziellen Oktavteilungen (das heißt gleichstufige bzw. periodisch-alternierende Intervallketten) und verwenden diese als „flächendeckendes“ Skalenmaterial für lange distanzharmonische Verläufe. Messiaen postulierte auch einige „Spezialakkorde“, wie zum Beispiel den akustischen Achtklang „Akkord der Resonanz“ oder den diatonischen Siebenklang „Akkord auf der Dominante“ und viele andere mehr.
Ferner entwickelte er Multiplikations- und Divisionsreihen für seine Rhythmik; er nannte seine symmetrischen rhythmischen Formeln „nicht umkehrbare Rhythmen“. Mit seinem Klavierstück Mode de valeurs et d’intensités initiierte er 1949 die serielle Musik. Vor allem in seinem Spätwerk wie dem Orgelzyklus Livre du Saint Sacrement 1984/85 werden die entwickelten Techniken kombiniert und ordnen sich – genauso wie in seinen drei Orgelzyklen aus den dreißiger Jahren – einem zumeist geistlichen Thema unter. In seinen Kompositionen verwendete er auch ungewöhnliche Instrumente, wie die Ondes Martenot.
Olivier Messiaen stellte einige seiner Kompositionstechniken bereits 1944 in der Abhandlung Technique de mon langage musical dar (Deutsch 1966). Diesen Ideen blieb er trotz Verfeinerung der Techniken sein ganzes weiteres Leben weitgehend treu. Dies führte zu einem in sich geschlossenen, unverkennbaren „Messiaen-Stil“, der sich durch alle seine Werke zieht.

## Werke

### Werke (nach Besetzung)

#### Bühnenwerk
- Saint François d’Assise (Scènes Franciscaines). Oper in 3 Akten (8 Bildern) für Soli, Chor und Orchester (1975–1983). Libretto: Olivier Messiaen. Uraufführung am  28. November 1983 in Paris; Dirigent war Seiji Ozawa. Es folgten Aufführungen in Salzburg, Leipzig, Berlin, Amsterdam, San Francisco, erneut in Paris und bei der Ruhrtriennale (Bochum). Am 1. Juli 2011 wurde die Oper in Zusammenarbeit mit dem österreichischen Aktionskünstler Hermann Nitsch (Inszenierung) und Kent Nagano (Dirigent) in München erstaufgeführt. Am 11. Juni 2023 war Premiere an der Staatsoper Stuttgart unter der Regie von Anna-Sophie Mahler[16].

#### Vokalwerke
- Deux Ballades de Villon für Gesang und Klavier (1921), unveröffentlicht
- La Mort du Nombre für Sopran, Tenor, Violine und Klavier (1930), 13’, Durand
- Trois Mélodies für Sopran und Klavier (1930), Durand
- Messe für 8 Sopranstimmen und 4 Violinen (1933), unveröffentlicht
- Vocalise für Sopran und Klavier (1935), 4’, Leduc
- Poèmes pour Mi für Sopran und Klavier (1936) bzw. für Sopran und Orchester (1937), 28’, Durand
- O Sacrum Convivium! Motette für vierstimmigen gemischten Chor oder für Sopran solo und Orgel (1937), 3–4’, Durand
- Chants de Terre et de Ciel (Messiaen) für Sopran- und Klavier (1938), Durand
- Chœurs pour une Jeanne d’Arc für große und kleine Chöre (1941), unveröffentlicht
- Trois petites Liturgies de la présence divine (Messiaen) für Klavier, Ondes martenot, 36-stimmigen Frauenchor, Schlagzeug und Streicher (1943–1944), 40’, Durand
- Harawi – Chant d‘amour et de mort (Messiaen) für Sopran und Klavier (1945), 60’, Durand
- Chant des déportés für Chor und Orchester (1945).
- Cinq Rechants (Messiaen) für zwölfstimmigen gemischten Chor (1948), 17’, Salabert,
- La Transfiguration de Notre Seigneur Jésus-Christ für gemischten Chor, Klavier, Violoncello, Flöte, Klarinette, Vibraphon, Marimbaphon, Xylorimba und Orchester (1965–1969), 90’, Leduc

#### Orchesterwerke
- Fugue en re mineur für Orchester (1928), unveröffentlicht
- Le Banquet eucharistique für Orchester (1928), unveröffentlicht
- Les Offrandes oubliées für Orchester (1930), 11’, Durand
- Simple Chant d‘une âme für Orchester (1930), unveröffentlicht
- Le Tombeau resplendissant für Orchester (1931), ?
- Hymne au Saint Sacrement für Orchester (1932), 13’, Broude Brothers
- L’Ascension für Orchester (1932), 30’, Leduc
- Turangalîla-Sinfonie für Klavier, Ondes Martenot und Orchester (1946–1948), 75’, Durand
- Reveil des oiseaux für Klavier und Orchester (1953), 20’, Durand
- Oiseaux exotiques für Klavier und Kammerorchester (1955–1956), 13’, Universal Edition
- Chronochromie für Orchester (1959–1960), 22’, Leduc
- Sept Haîkaî. Esquisses japonaises für Klavier und Kammerorchester (1962), 20’, Leduc
- Couleurs de la cité céleste für Klavier, Bläser und Schlagzeug (1963), 16’, Leduc
- Et exspecto resurrectionem mortuorum für Bläser und Schlagzeug (1964), 29’, Leduc
- Des Canyons aux étoiles... für Klavier, Horn, Xylorimba, Glockenspiel und Orchester (1971–1974), 92’, Leduc
- Un Vitrail et des oiseaux für Klavier, Holz- und Blechbläser  und Schlagzeug (1986), 9’, Leduc
- La Ville d’en haut für Holz- und Blechbläser, Klavier und Schlagzeug, (1986), 12’, Leduc
- Un sourire für Orchester (1989).
- Éclairs sur l’Au-delà … für Orchester (1987–1991)
- Concert à quatre für Flöte, Oboe, Violoncello, Klavier und Orchester, (1992) unvoll., vollendete Version von Yvonne Loriod-Messiaen, George Benjamin und Heinz Holliger, 27’, Leduc.

#### Kammermusik
- Thème et variations für Violine und Klavier (1930), 10’, Leduc
- Fantaisie für Violine und Klavier (1933), unveröffentlicht
- Deux monodies en quarts de ton für Ondes Martenot (1938), unveröffentlicht
- Fête des belles eaux für sechs Ondes Martenot (1938), unveröffentlicht
- Quatuor pour la fin du temps für Violine, Klarinette, Violoncello und Klavier (1940–1941), 49’, Durand
- Musique de Scene pour un Œdipe für Ondes Martenot (1942), unveröffentlicht
- Le Merle noir für Flöte und Klavier (1951), 6’, Leduc
- Le tombeau de Jean-Pierre Guésec für Horn (1971), Leduc

#### Klavier (Solo/zwei Klaviere)
- La Dame de Shalott für Klavier (1917), unveröffentlicht
- La Tristesse d’un grand ciel blanc für Klavier (1925), unveröffentlicht
- Huit Préludes für Klavier (1928–1929), Durand
- Piece pour le tombeau de Paul Dukas für Klavier (1935), 5’, La Revue Musicale 166 (1936).
- Rondeau für Klavier (1943), 3’, Leduc
- Visions de l’Amen für 2 Klaviere (1943), 48’, Durand.
- Vingt regards sur l’enfant-Jésus für Klavier (1944), 125’, Durand
- Cantéyodjayâ für Klavier (1949), 12’, Universal Edition
- Quatre Etudes de Rythme für Klavier (1949–1950), Durand
- Catalogue d’oiseaux für Klavier (1956–1958), 165’, Leduc
- La Fauvette des jardins für Klavier (1970), 34 1/2’, Leduc
- Petites Esquisses d’oiseaux für Klavier (1986), 45’, Leduc

#### Orgel solo
- Esquisse modale (1927; unveröffentlicht, Manuskript verschollen?)
- Prélude (ca. 1928; entdeckt 1997 und posthum herausgegeben von Olivier Latry; Paris: Leduc, 2002)
- L’hôte aimable des âmes (1928; unveröffentlicht, Manuskript verschollen?)
- Le Banquet céleste (1928; Paris: Leduc, 1960)
- Variations écossaises (1928; unveröffentlicht, Manuskript verschollen?)
- Diptyque: essai sur la vie terrestre et l’éternité bienheureuse (1930; Paris: Durand, 1930)
- Offrande au Saint Sacrement (ca. 1930; entdeckt 1997 und posthum herausgegeben von Olivier Latry; Paris: Leduc, 2001)
- Apparition de l’église éternelle (1932; Paris: Lemoine, 1934)
- L’Ascension (Orgelbearbeitung des Orchesterstücks mit neukomponiertem 3. Satz, 1933–1934; Paris: Leduc, 1934)
- La Nativité du Seigneur (1935; Paris: Leduc, 1936)
- Les Corps Glorieux (1939; Paris: Leduc, 1942)
- Messe de la Pentecôte (1949–1950; Paris: Leduc, 1951)
- Livre d’orgue (1951; Paris: Leduc, 1953)
- Verset pour la Fête de la Dédicace (1960; Paris: Leduc, 1961)
- Monodie (1963; Paris: Leduc, 1997)
- Méditations sur le mystère de la Sainte Trinité (1969; Paris: Leduc, 1973)
- Livre du Saint Sacrement (1984; Paris: Leduc, 1989)

#### Tonbandmusik
- Timbres-durées  (zusammen mit Pierre Henry) für Tonband (1952), unveröffentlicht

### Werke (chronologisch)

#### Veröffentlichte Werke
- Le Banquet céleste für Orgel (1928), Leduc
- Huit Préludes für Klavier (1928–1929), Durand
- Diptyque für Orgel (1930), Durand
- La Mort du Nombre für Sopran, Tenor, Violine und Klavier (1930), 13’, Durand
- Les Offrandes oubliées für Orchester (1930), 11’, Durand
- Trois Melodies für Sopran und Klavier (1930), Durand
- Apparition de l’église éternelle für Orgel (1932) Lemoine
- Thème et variations für Violine und Klavier (1932), 10’, Leduc
- Fantaisie Burlesque für Klavier (1932), Durand
- Hymne au Saint Sacrement für Orchester (1932), 13’, Broude Brothers
- L’Ascension für Orchester (1932), 30’, Leduc
- L’Ascension für Orgel (1933–1934), Leduc
- La Nativité du Seigneur für Orgel (1935), Leduc
- Piece pour le tombeau de Paul Dukas für Klavier (1935), 5’, La Revue Musicale 166 (1936)
- Vocalise für Sopran und Klavier (1935), 4’, Leduc
- Poèmes pour Mi (Messiaen) für Sopran und Klavier (1936), 28’, Durand
- O Sacrum Convivium! Motette für vierstimmigen gemischten Chor oder für Sopran solo und Orgel (1937), 3–4’, Durand
- Chants de Terre et de Ciel (Messiaen) für Sopran- und Klavier (1938), Durand
- Les Corps glorieux für Orgel (1939), Leduc
- Quatuor pour la fin du temps für Violine, Klarinette, Violoncello und Klavier (1940–1941), 49’, Durand
- Rondeau für Klavier (1943), 3’, Leduc
- Visions de l’Amen für 2 Klaviere (1943), 48’, Durand
- Trois petites Liturgies de la présence divine (Messiaen) für Klavier, Ondes martenot, 36-stimmigen Frauenchor, Schlagzeug und Streicher (1943–1944), 40’, Durand
- Vingt regards sur l’enfant-Jésus für Klavier (1944), 125’, Durand
- Harawi – Chant d’amour et de mort (Messiaen) für Sopran und Klavier (1945), 60’, Durand
- Chant des déportés für Chor und Orchester (1945)
- Turangalîla-Sinfonie für Klavier, Ondes Martenot und Orchester (1946–1948), 75’, Durand
- Cinq Rechants (Messiaen) für zwölfstimmigen gemischten Chor (1948), 17’, Salabert
- Cantéyodjayâ für Klavier (1949), 12’, Universal Edition
- Quatre Etudes de Rythme für Klavier (1949–1950), Durand
- Messe de la pentecôte für Orgel (1949–1950), Leduc
- Le Merle noir für Flöte und Klavier (1951), 6’, Leduc
- Livre d’orgue für Orgel (1951), Leduc
- Reveil des oiseaux für Klavier und Orchester (1953), 20’, Durand
- Oiseaux exotiques für Klavier und Kammerorchester (1955–1956), 13’, Universal Edition
- Catalogue d’oiseaux für Klavier (1956–1958), 165’, Leduc
- Chronochromie für Orchester (1959–1960), 22’, Leduc
- Verset pour la fête de la Dédicace für Orgel (1960), Leduc
- Sept Haîkaî. Esquisses japonaises für Klavier, Bläser, acht Violinen, und Schlagzeug (1962), 20’, Leduc
- Couleurs de la cité céleste für Klavier Bläser und Schlagzeug (1963), 16’, Leduc
- Et exspecto resurrectionem mortuorum für Holzbläser, Blechbläser und Schlagzeug (1964), 29’, Leduc
- La Transfiguration de Notre Seigneur Jésus-Christ für gemischten Chor, Klavier, Violoncello, Flöte, Klarinette, Vibraphon, Marimbaphon, Xylorimba und Orchester (1965–1969), 90’, Leduc
- Méditations sur le Mystère de la Sainte Trinité für Orgel (1969), Leduc
- La Fauvette des jardins für Klavier (1970), 34 1/2’, Leduc
- Le Tombeau de Jean-Pierre Guésec für Horn (1971), Leduc
- Des Canyons aux étoiles... für Klavier, Horn, Xylorimba, Glockenspiel und Orchester (1971–1974), 92’, Leduc
- Saint François d’Assise, Scènes Franciscaines – Opéra en trois actes et huit tableaux (1975–1983; Libretto: Messiaen) für Soli, Chor und Orchester, Leduc
- Livre du Saint Sacrement für Orgel (1984–1985), 90’, Leduc
- Petites Esquisses d’oiseaux für Klavier (1986), 45’, Leduc
- Un Vitrail et des oiseaux für Klavier, Holz- und Blechbläser  und Schlagzeug (1986), 9’, Leduc
- La Ville d’en haut für Holz- und Blechbläser, Klavier und Schlagzeug, (1986), 12’, Leduc
- Un sourire für Orchester (1989).
- Éclairs sur l’Au-delà … für Orchester (1987–1991)
- Concert à quatre für Flöte, Oboe, Violoncello, Klavier und Orchester, (1992) unvoll., vollendete Version von Yvonne Loriod-Messiaen, George Benjamin und Heinz Holliger, 27’, Leduc.

#### Unveröffentlichte Werke
- La Dame de Shalott für Klavier (1917), unveröffentlicht
- Deux Ballades de Villon für Gesang und Klavier (1921), unveröffentlicht
- Les seins coupés de Ste. Agathe, für Orgel (1923)
- La Tristesse d’un grand ciel blanc für Klavier (1925), unveröffentlicht
- Esquisse Modale für Orgel (1927), unveröffentlicht
- Fugue en re mineur für Orchester (1928), unveröffentlicht
- L‘Hôte Aimable des âmes für Orgel (1928), unveröffentlicht
- Le Banquet eucharistique für Orchester (1928), unveröffentlicht
- Variations écossaises für Orgel (1928), unveröffentlicht
- Simple Chant d‘une âme für Orchester (1930), unveröffentlicht
- Fantaisie für Violine und Klavier (1933), unveröffentlicht
- Messe für 8 Sopranstimmen und 4 Violinen (1933), unveröffentlicht
- Deux monodies en quarts de ton für Ondes Martenot (1938), unveröffentlicht
- Fête des belles eaux für sechs Ondes Martenot (1938), unveröffentlicht
- Chœurs pour une Jeanne d’Arc für große und kleine Chöre (1941), unveröffentlicht
- Musique de scene pour un Œdipe für Ondes Martenot (1942), unveröffentlicht
- Timbres-durées  (zusammen mit Pierre Henry) für Tonband (1952), unveröffentlicht

### Schriften
- Technique de mon langage musical (Technik meiner musikalischen Sprache). Text- und Notenband, Paris 1944. Dt. Übersetzung des Textteils von Sieglinde Ahrens, Paris 1966.
- Traité de rythme, de couleur et d‘ornithologie. 7 Bde., Paris 1994–2002.

## Filme
- Olivier Messiaen. La liturgie de cristale. Regie: Olivier Mille, Frankreich 2007.

- Die Stimme der Vögel. Olivier Messiaen, Komponist und Ornithologe. Ein Film von: Holger Preuße und Philipp Quiring, Deutschland, SWR-ARTE 2022.[17]

## Audios
- Deutschlandfunk Musikszene vom 31. Mai 2022: Zwischen Himmel und Erde. Olivier Messiaen: Mythos und Inspiration, von Philipp Quiring